# کراستر
کراستر (به انگلیسی: Craster) یک روستا و محله مدنی در بریتانیا است که در نورث‌آمبرلند واقع شده‌است. کراستر ۳۰۵ نفر جمعیت دارد.